# Highway Headin' South
«Highway Headin' South» es una canción compuesta e interpretada por el músico estadounidense Porter Wagoner. Fue publicada en julio de 1974 como el sencillo principal de su álbum de estudio del mismo nombre.

## Recepción de la crítica
Un escritor no especificado de Record World describió la canción como “tema animado” con “un estribillo contagioso”. Un escritor no especificado de Billboard declaró: “Desde que Porter volvió a escribir, sus canciones han ido mejorando. Aquí Bob Ferguson saca lo mejor de él, con la estrecha armonía de los Lea Lane Singers”. Un escritor no especificado de la revista Cash Box describió la canción como “un tema conmovedor”, y elogió “los arreglos completos y las voces de fondo”.

## Lista de canciones
7-inch single – RCA APB0-0328
1. «Highway Headin' South» (Porter Wagoner) – 2:05
2. «Freida» (Dolly Parton) – 2:40

## Créditos y personal
Créditos adaptados desde las notas de álbum de Highway Headin' South.
Músicos
- Porter Wagoner – voces, guitarra
- The Lea Jane Singers – coros

Personal técnico
- Bob Ferguson – productor
- Tom Pick – ingeniero de audio
- Roy Shockley – técnico de estudio

## Posicionamiento
| Gráfica (1974)                                 | Pico de posición |
| ---------------------------------------------- | ---------------- |
| Canadá (RPM Country Playlist)                  | 34               |
| Estados Unidos (Billboard Hot Country Singles) | 15               |